# Solieria campestris
Solieria campestris là một loài ruồi trong họ Tachinidae.